# ماريا ديلفينو
ماريا ديلفينو (بالإسبانية: Marieh Delfino) هي ممثلة فنزويلية، ولدت في 24 سبتمبر 1977 بكاراكاس في فنزويلا.

## أعمال

### أفلام
- (2003) جيبرز كريبرز 2[4]
- (2015) الدعوة

## وصلات خارجية
- ماريا ديلفينو على موقع IMDb (الإنجليزية)
- ماريا ديلفينو على موقع قاعدة بيانات الأفلام العربية
- ماريا ديلفينو على موقع ألو سيني (الفرنسية)
- ماريا ديلفينو على موقع أول موفي (الإنجليزية)
- ماريا ديلفينو على موقع قاعدة بيانات الفيلم (الإنجليزية)
- ماريا ديلفينو على موقع كينوبويسك (الروسية)